# Seznam nitranských knížat
Seznam knížat nitranského knížectví. Nitranskému knížectví vládla mojmírovská dynastie, arpádovská dynastie a několik nedynastických vládců.

## Období moravského státu (825 – 906/925)
| Vládce              | Dynastie    | Období vlády   | Poznámky           |
| ------------------- | ----------- | -------------- | ------------------ |
| Pribina             | Mojmírovci? | ?825 – 832/833 |                    |
| Mojmír I.           | Mojmírovci  | 832/833 – 846  |                    |
| Svatopluk I. Veliký | Mojmírovci  | ??? – 894      |                    |
| Svatopluk II.       | Mojmírovci  | ?894 – 906/925 |                    |
| Predslav?           | Mojmírovci  | ??? – ???      | Bratislavský kníže |

## Nitranské údělné knížectví (vévodství) v rámci Uherského státu
| Vládce              | Dynastie                                     | Období vlády      | Poznámky                                                                                |
| ------------------- | -------------------------------------------- | ----------------- | --------------------------------------------------------------------------------------- |
| Arpád               | Arpádovci                                    | –                 |                                                                                         |
| Zoltán              | Arpádovci                                    | 907/925 – 949     |                                                                                         |
| Fajsz               | Arpádovci                                    | 949 – 955         |                                                                                         |
| Takšoň              | Arpádovci                                    | 955 – 970         |                                                                                         |
| Michal Uherský      | Arpádovci                                    | 971 – 997         |                                                                                         |
| Boleslav Chrabrý    | Piastovci                                    | 1000? – 1025      |                                                                                         |
| Měšek II. Lambert   | Piastovci                                    | 1025 – 1029       |                                                                                         |
| Ladislav Lysý       | Arpádovci                                    | 1029 – 1029?      |                                                                                         |
| Besprim             | Piastovci                                    | 1029 – 1030       |                                                                                         |
| Vazul               | Arpádovci                                    | 1030 – 1031       |                                                                                         |
| Svatý Emerich       | Arpádovci                                    | 1031 – 1031       |                                                                                         |
| Samuel Aba          | Abovci                                       | 1038 – 1041       |                                                                                         |
| Zubur               | nedynastický, dle některých zdrojů Arpádovec | 1042 – 1044       | Zubura ustanovil údělným knížetem Břetislav I., když Nitransko znovu připojil k Moravě. |
| Domoslav            | Arpádovci                                    | 1042, 1046 – 1048 |                                                                                         |
| Béla I. Uherský     | Arpádovci                                    | 1048 – 1060       |                                                                                         |
| Ladislav I. Uherský | Arpádovci                                    | ??? – ???         |                                                                                         |
| Almoš Arpádovec     | Arpádovci                                    | ??? – 1108        |                                                                                         |